# Triển Chiêu
Triển Chiêu (chữ Hán: 展昭 bính âm: Zhan Zhao), tự Hùng Phi (雄飞), là một nhân vật hư cấu xuất hiện trọng tiểu thuyết Thất hiệp ngũ nghĩa của nhà văn Thạch Ngọc Côn. Ông là phụ tá kiêm hộ vệ của nhân vật Bao Thanh Thiên trong tiểu thuyết này, vốn lấy cảm hứng từ vị quan thanh liêm nổi tiếng Bao Công dưới thời Hoàng đế Tống Nhân Tông trong lịch sử Trung Quốc. Triển Chiêu là hình mẫu nhân vật anh hùng nghĩa hiệp tiêu biểu trong văn học cận đại Trung Quốc. Ông vừa một quan sai tinh minh mẫn cán, công minh chính trực, được hoàng đế ngự ban hiệu Ngự Miêu. Đồng thời ông cũng là một nhân vật giang hồ võ công cái thế, hào hiệp trượng nghĩa, được đông đảo bạn bè và dân chúng ngưỡng mộ.

## Tóm tắt về nhân vật
Triển Chiêu là một cấm vệ binh của triều đình. Ông sát cánh cùng Phủ doãn Bao Công làm việc tại phủ Khai Phong ở Biện Kinh, kinh đô của Bắc Tống.
Theo văn hoá dân gian và phim ảnh thì Triển Chiêu được biết đến như là Nam hiệp Triển Chiêu, là một anh hào giang hồ có võ công cao cường, kiếm pháp bậc nhất vào thời bấy giờ. Trong một tập phim của bộ phim truyền hình Bao Thanh Thiên (1993), Triển Chiêu đã thừa nhận mình là đệ tử của phái Võ Đang. Ông được nhà vua phong là Ngự tiền tứ phẩm đới đao hộ vệ (nên được gọi là Triển hộ vệ) và được đặt biệt danh là Ngự miêu (御猫, yùmāo). Triển Chiêu cùng với Công Tôn Sách, Vương Triều, Mã Hán, Trương Long, Triệu Hổ phò trợ cho Bao Công phá nhiều vụ án và cùng trở thành Khai Phong thất hiệp.
Đối thủ của Triển Chiêu là nhóm năm anh em kết nghĩa có tên Ngũ Thử (năm con chuột) vì họ đều chọn ngoại hiệu có chữ thử, gồm Toàn Thiên Thử Lư Phương, Triệt Địa Thử Hàn Chương, Xuyên Sơn Thử Từ Khánh, Phiên Giang Thử Tưởng Bình và Cẩm Mao Thử Bạch Ngọc Đường. Ngoài ra còn có nhân vật hiệp nghĩa ngang tài ngang sức với Nam hiệp Triển Chiêu là Bắc hiệp Âu Dương Xuân. Triển Chiêu có một sư đệ là Dương Nhân.